# Cancioneiro Colocci-Brancuti
El Cancionero Colocci-Brancuti, o Cancioneiro da Biblioteca Nacional, és un dels tres cançoners en què s'han conservat les cantigues medievals galaicoportugueses. Rep aquest nom per haver estat trobat a la biblioteca del comte Paolo Brancuti di Cagli, a Ancona (Itàlia), el 1878, i pel fet conegut d'haver estat propietat de l'humanista Angelo Colocci (1467-1549), que va numerar els folis i hi va escriure diverses notes marginals. Es denomina també Cancioneiro da Biblioteca Nacional (de Lisboa), ja que aquesta institució el va adquirir el 1924 als hereus d'Ernesto Monaci, que l'havia comprat al comte.
És una còpia de començaments del segle xvi, que conté 1.567 composicions, distribuïdes en 335 folis. Dels tres cançoners galaicoportuguesos, és el que recull més cantigues. Hi estan representats tots els gèneres: les cantigues d'amic, les cantigues d'amor, i les cantigues d'escarni i de maleir. És possible que tant aquest cançoner com el de la Biblioteca Vaticana siguin còpies d'un manuscrit anterior, que es pensa que pot haver estat compilat en la primera meitat del segle xiv per Pere de Portugal, comte de Barcelos.